# シヴァージー
シヴァージー・ボーンスレー（マラーティー語: छत्रपती भोसले, ラテン文字転写: Shivaji Bhonsle, IPA: [ʃiˈʋaːdʑiː ˈbʱos(ə)le]、1627年4月6日 - 1680年4月3日）は、マラーターの指導者にして、マラーター王国の創始者かつ初代君主（在位：1674年 - 1680年）。君主号チャトラパティを付けて、チャトラパティ・シヴァージーとも呼ばれる。日本語では、シバジと表記されることもある。
シヴァージーはビジャープル王国やゴールコンダ王国、さらにはムガル帝国といったイスラーム王朝に対抗しようとして、デカンにヒンドゥー王朝を復興し、その結束を試みた。

## 生涯

### 幼少期

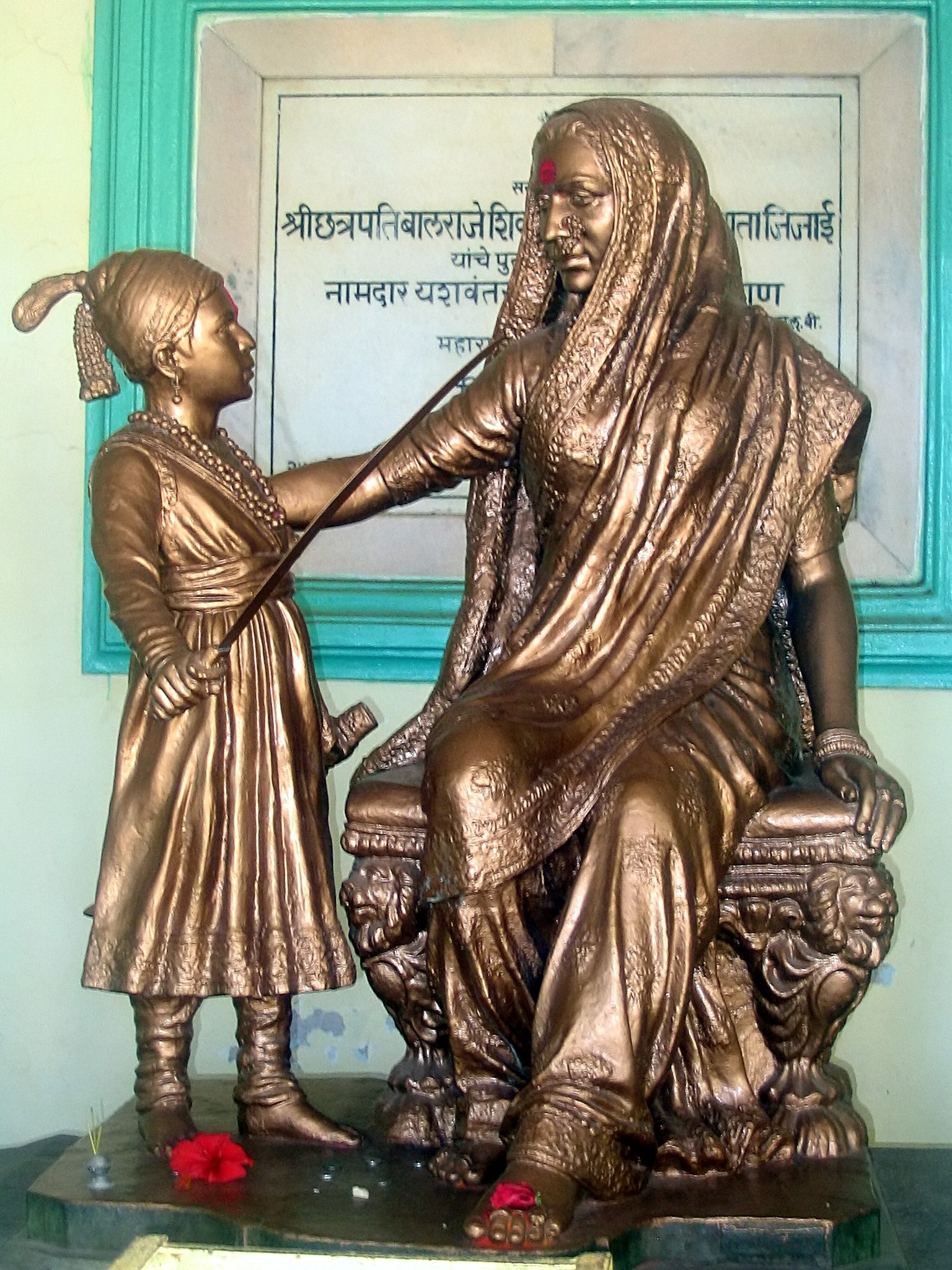
シヴァージーと母ジジャー・バーイー

1627年4月6日、シヴァージーはアフマドナガル王国のマラーター軍人であるシャハージーの息子として、デカンのシヴネーリーで生まれた。
当時、デカンのアフマドナガル王国はムガル帝国の圧力にさらされ、1633年6月にはムガル帝国は王国の首都ダウラターバードを落としたが、シャハージーは幼王ムルタザー・ニザーム・シャー3世を擁して抵抗を続けた。しかし、その抵抗もむなしく、1636年2月にシャハージーはムガル帝国の軍に敗れ、ムルタザー・ニザーム・シャー3世は捕えられ、ダウラターバードへと送還された。
その後、シャハージーはアフマドナガル王国を支援していたビジャープル王国へと亡命し、プネーとその近郊マーヴァルに領地を与えられ、首都ビジャープルの宮廷に出仕することとなった。
母ジジャー・バーイーは学識のある教育者で、シヴァージーにヒンドゥー教の二大叙事詩マハーバーラタとラーマーヤナを教え、のちのシヴァージーに大きな影響を与えたといわれる。

### マラーターの結集とコンカン地方の制圧

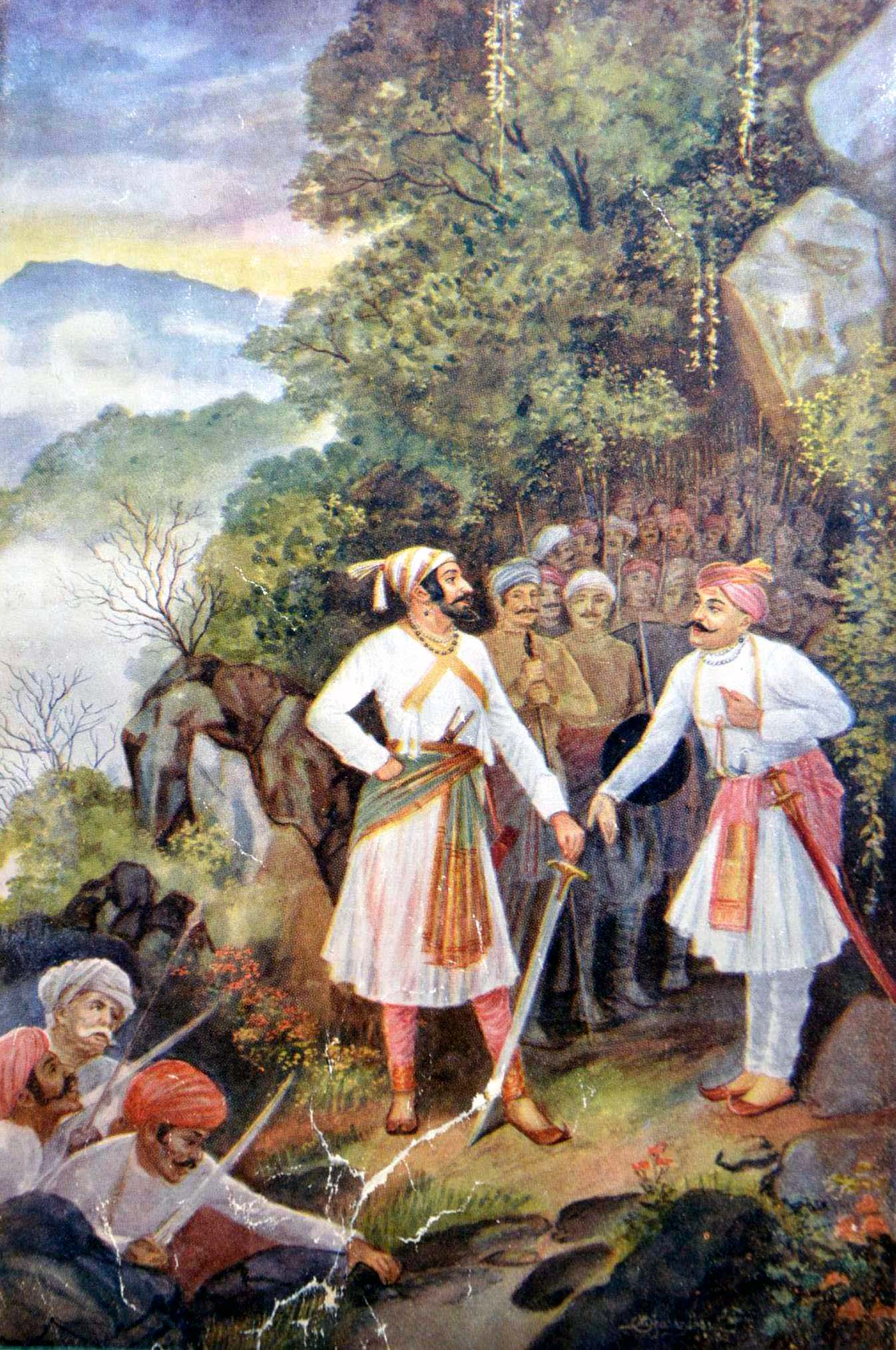
シヴァージーとその仲間

シヴァージーは物心ついた時から母もとを離れ、冒険を好むようになり、マーヴァリのみならずマラーターの居住地でもあるコンカン地方も旅した。コンカン地方にはシャハージー以外にもビジャープル王国から封土を与えられたマラーターの領主が多数いた。
シヴァージーはこの冒険で、マラーターの結束を掲げる彼の思想に共感する若者たちと会い、多くの仲間を得たという。
そして、1644年以降、シヴァージーはビジャープル王国から独立を試みるようになり、同年にトールナーの城塞を王国の司令官イナーヤト・ハーンから奪ったのをはじめ、知略を用いてつぎつぎと城塞を落としていき、コンカン地方の制圧に乗り出した。
そのため、1648年7月にシヴァージーの父シャハージーは王国に逮捕されたが、それでもシヴァージーは独立の動きをやめず、1653年にジャオーリーを獲得して、コンカン地方の大部分を征服した。
こうして、シヴァージー率いるマラーター勢力は、プネー周辺をはじめコンカン地方に一大勢力を築くこととなった。

### ビジャープル王国との戦い

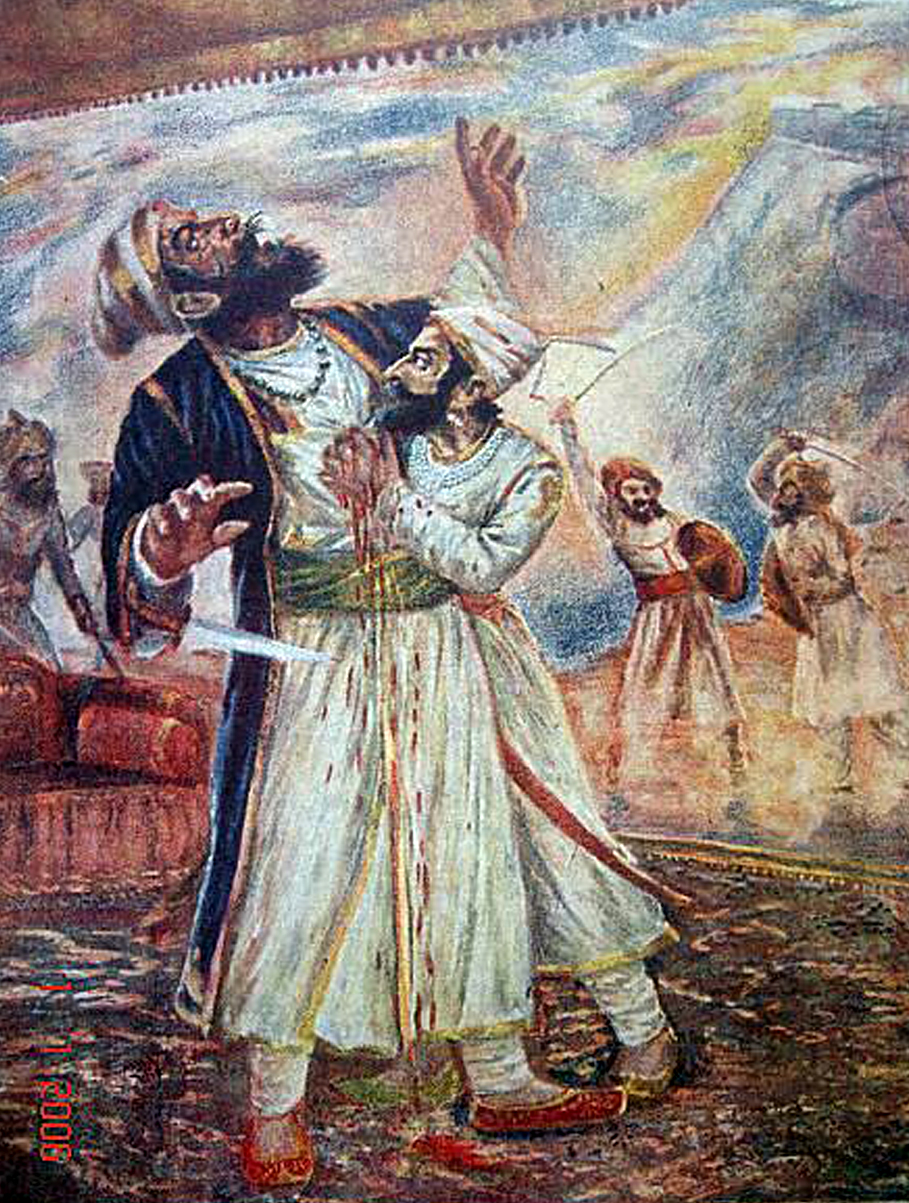
アフザル・ハーンの死

ビジャープル王国はこれを認めるわけにはいかず、1659年5月にビジャープル王アリー・アーディル・シャー2世はシヴァージーの討伐を命じ、アフザル・ハーンを指揮官とする2万を超す兵を送ってきた。
シヴァージーは謀をめぐらし、同年11月10日にビジャープル王国の軍がプラタープガド城を包囲すると、降伏するそぶりを見せ、アフザル・ハーンと面会した。その際、シヴァージーは抱擁するそぶりを見せて、暗器でアフザル・ハーンの腹を切り裂き、懐に隠していた短剣をその脇腹に刺して殺害した。
のち、シヴァージーの軍はビジャープル軍に突撃し、指揮官の突然の死に敵軍は混乱しており、10,000の死傷者を出して逃げた。
その後、シヴァージーはビジャープル王国の数々の砦を落とし、1659年 12月に王国はルスタム・ザマーン率いる兵10,000を派遣したが、同月18日にコールハープルでこれを破った。この戦いでビジャープル王国は7,000もの死傷者をだし、これ以降王国はシヴァージーに対して大規模な軍を送ることはなかった。
これにより、シヴァージーはマラーターの指導者として、ビジャープル王国の領内に独自の政権を確立するに至った。

### アウラングゼーブとの対立

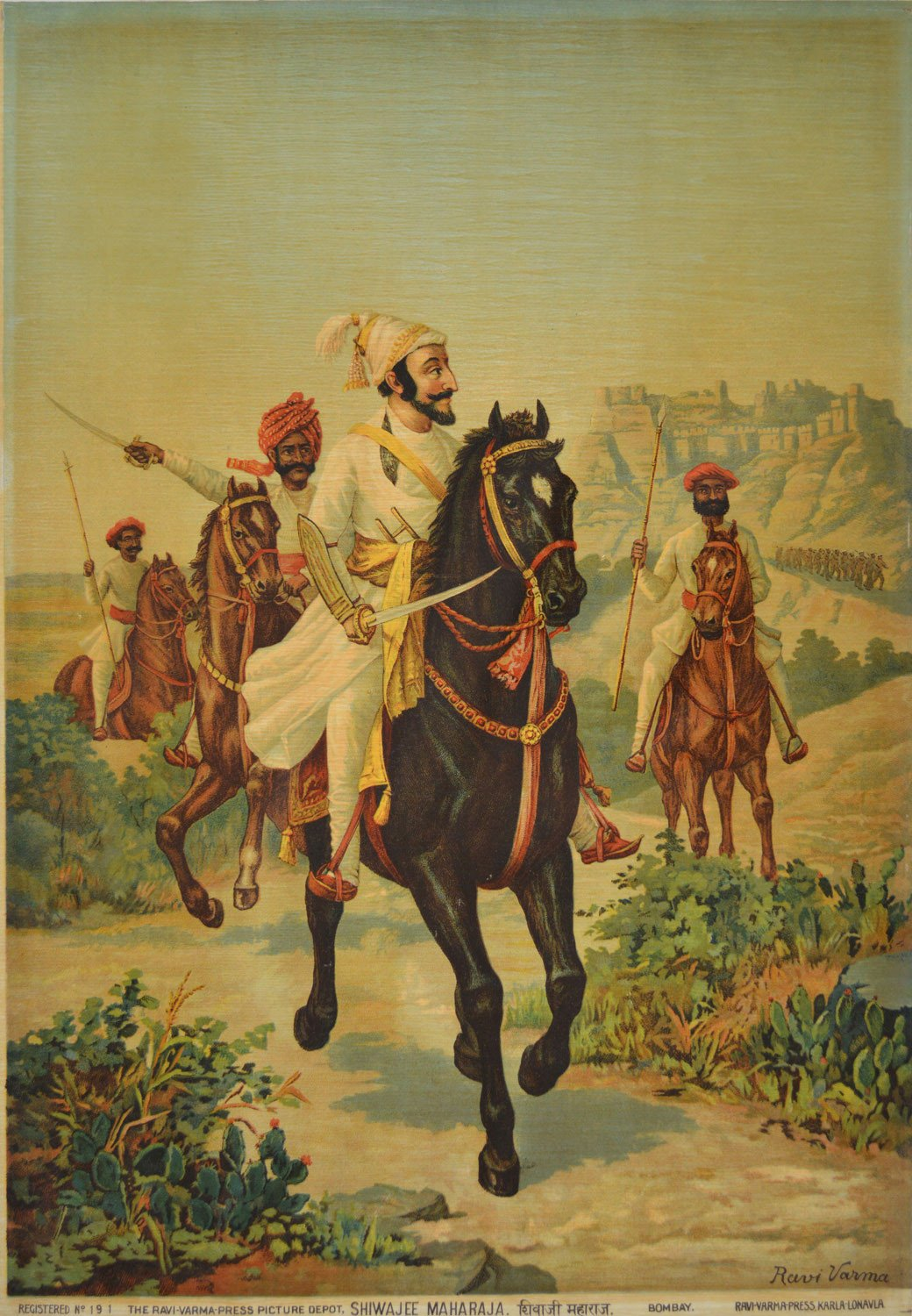
シヴァージー

シヴァージーはビジャープル王国と戦いながらも、北方のムガル帝国も敵として見るようになっていた。
1657年10月、シヴァージーはすでに、ムガル帝国の支配する北コンカン地方の領域に侵入し、ムガル帝国の武将ムハンマド・ユースフなどと交戦し、1658年1月までに30ほどの砦を収奪した。
当時、デカンの総督だったアウラングゼーブは、ダーラー・シュコーといった兄弟と帝位をめぐり争っており、その討伐に積極的になれず、同年2月14日に手紙を送る程度だった。
しかし、1659年半ばまでにアウラングゼーブはその王座を確固たるものにし、ビジャープル王国を破ったシヴァージーの勢力が大きくなるのを見て、その討伐を決意した。

### シヴァージー、ムガル帝国軍を破る

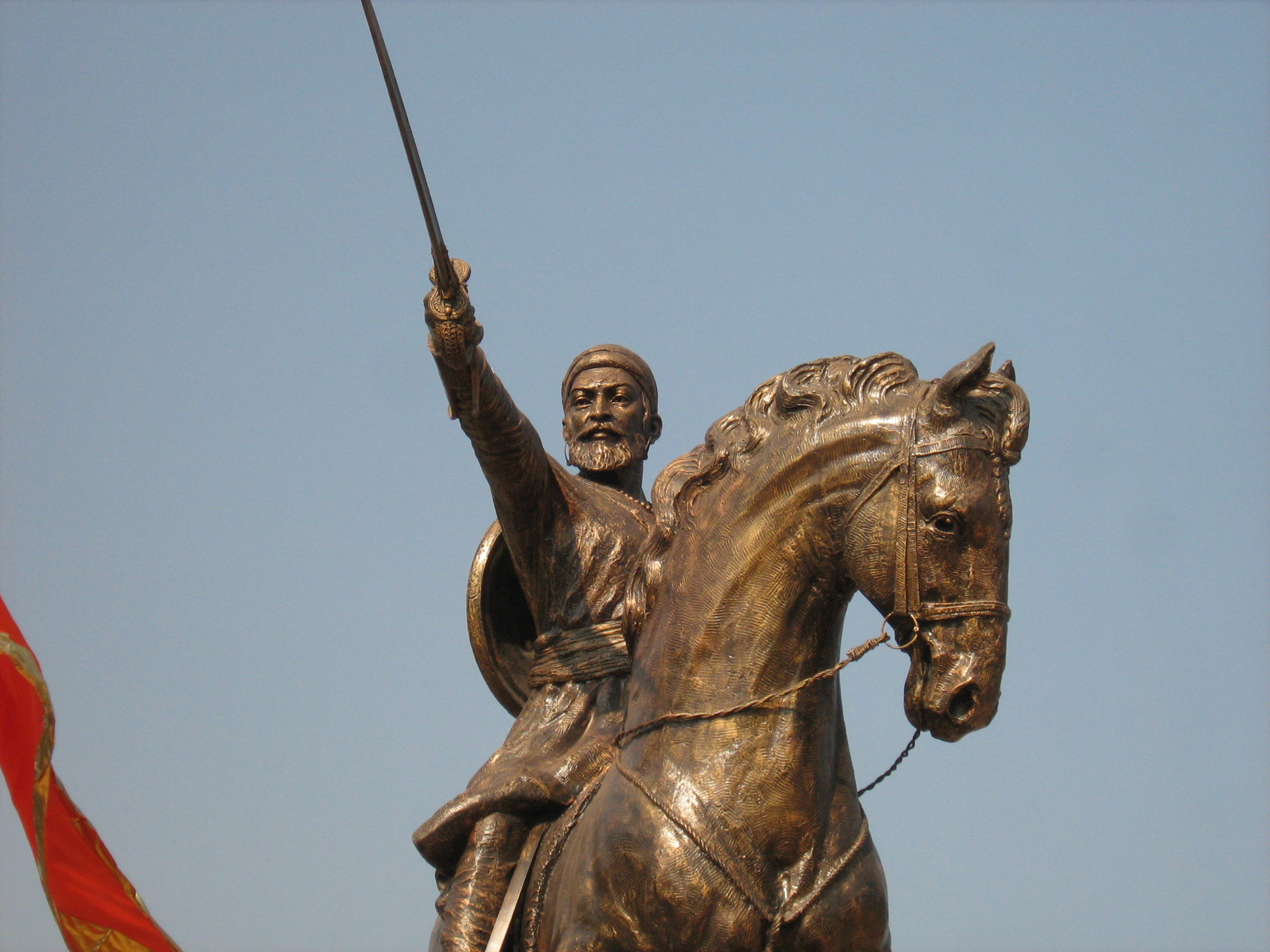
シヴァージー

1660年1月にアウラングゼーブは、デカンにいた叔父シャーイスタ・ハーンにシヴァージーの討伐を命じて、彼はアウランガーバードを出てシヴァージーの討伐へと向かった。
同年3月3日、シャーイスタ・ハーンはコンカン地方に侵入し、そこからさらに奥に入り、いくつかの城を修復させた。
この頃には、シヴァージーもビジャープル王国から事実上独立しており、ムガル帝国の軍との対決姿勢を見せた。シヴァージーはマラーター農民を軍事的に組織し、軽騎兵を用いた機動的な戦法で、重装備のムガル帝国軍を翻弄し、各地で討ち破った。
1663年4月には、シヴァージーはプネーにいたシャーイスタ・ハーンに奇襲をかけ、アウランガーバードにまで後退させ（彼はのちに更迭され、ベンガル太守となった）、ムガル帝国の軍相手に事実上勝利した。
そして、シヴァージーは襲撃の領域を拡大し、デカンを越えての襲撃も試みるようになり、1664年1月に4000の騎兵でグジャラートのスーラトを略奪した。
突然の襲撃に、スーラト知事イナーヤト・ハーンは何もできず、シヴァージーはこの略奪により、1000万ルピーもの戦利品を獲得した。

### ジャイ・シングの派遣と敗北

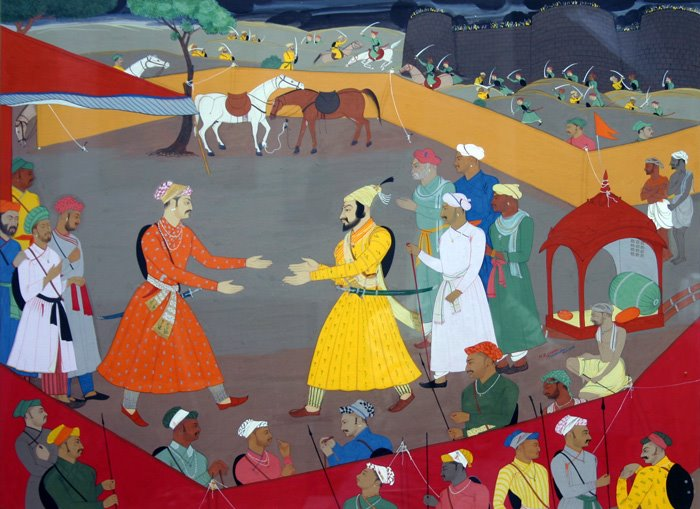
シヴァージーとジャイ・シング

アウラングゼーブは事態を重く見て、1664年末にアンベール王国（ラージプートの一王国）の王ジャイ・シングにシヴァージーの討伐を命じた。
「ミールザーラージャ」の称号を持つジャイ・シングは、それまでのビジャープル王国やムガル帝国の将軍とは違い、帝国軍の中で最も優れた将軍であり、当時ヒンドゥー教徒を抑圧していたアウラングゼーブもその実力を認めていた。
ジャイ・シングはその副将ディリール・ハーンなどとともに、大軍をともなってデカンに赴き、1665年3月3日にプネーに入城し、同月15日にシヴァージーのいるプランダル城に向かった。
ジャイ・シングは、マラーターの奇襲攻撃から味方の被害を少なくするために大軍で行動せず、ビジャープル王国やシヴァージーと敵対する勢力で包囲網を形成し、少しずつ追い詰めていった。
同月31日からムガル帝国軍はプランダル城を包囲し、大砲や銃で攻撃しつつも、シヴァージーとジャイ・シングは書簡のやりとりをしていた（その間、4月15日にディリール・ハーンはプランダル近くのヴァジュラガド城を落としている）。
そして、6月11日にシヴァージーはジャイ・シングに最後の書簡を渡し、6月12日から6月13日にかけて、プランダル条約が結ばれ、事実上降伏する形となった。条約の内容は、シヴァージーはムガル帝国の宗主権を認め、12の城塞と一万ルピーのある土地だけを領有をみとめられ、ムガル帝国のデカン地方における遠征への参加し、その見返りとしてマンサブが与えられることとなった。
ジャイ・シングは、デリーの宮廷にいるアウラングゼーブにこのことを知らせ、9月27日に条約を認める勅状（ファルマーン）が彼のもとに届いた。

### アウラングゼーブとの面会

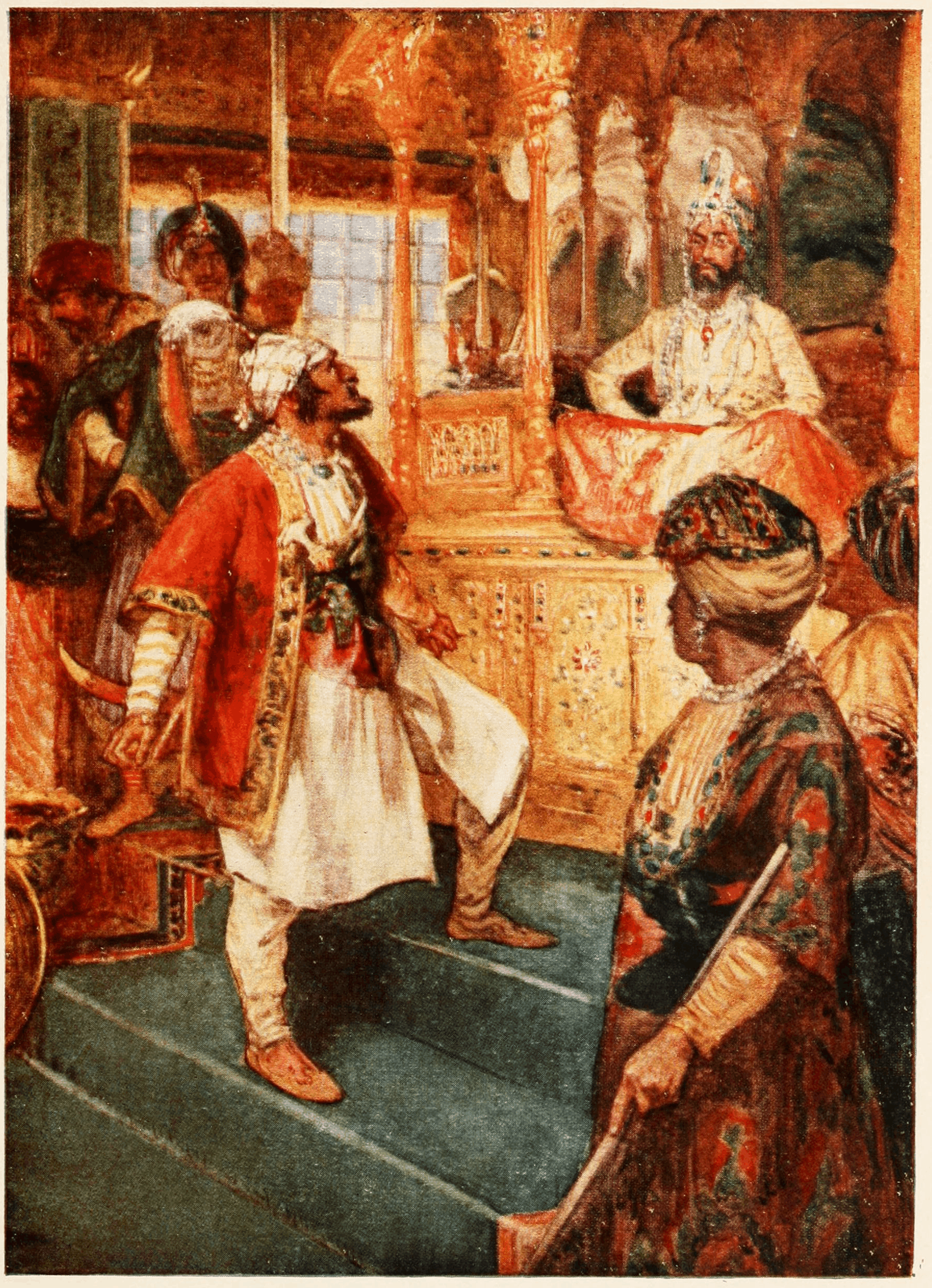
シヴァージーとアウラングゼーブ

同年11月、シヴァージーはラーイガド城を離れ、ジャイ・シングとともにビジャープル王国への攻撃を行い、12月24日からビジャープル軍と1週間にわたって大規模な戦闘を行った。
1666年1月、シヴァージーは戦闘後、ジャイ・シングに宮廷に赴くよう説得され、彼が身の安全を保障するといったので、アウラングゼーブにあうこととなった。
3月5日、シヴァージーは息子サンバージーを連れラーイガト城を離れ、アウランガーバードなどの地を経由し、5月11日にアーグラの郊外に到着した。
その後、5月16日にシヴァージーはジャイ・シングの息子ラーム・シングとともにアーグラ城へと赴き、アウラングゼーブと面会した。
ところが、アウラングゼーブは応対に際して、シヴァージーに侮辱的な態度で接し、そのうえ与えたマンサブ（位階）はその実力に見合わない、ラージプートの諸王よりも低いものだった。おそらく、アウラングゼーブは、マラーターが新興カーストであることで、地位的にはさして重要なものとは思っていなかったのであろうと考えられる。
シヴァージーはこれに激怒し、面会中に公然と自身の感情を吐き捨てて宮廷を退去し、アウラングゼーブとの関係は悪化した。

### アーグラ城への監禁と脱出

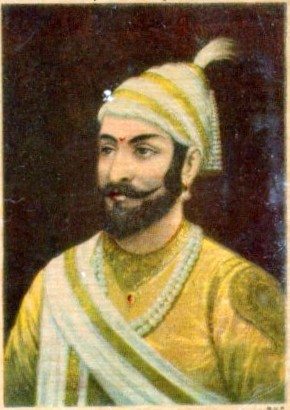
シヴァージー

シヴァージーはのちにデカンへの帰還を求めたが、アウラングゼーブはこれを許さず、従者には帰還を許したものの、彼と息子サンバージーは事実上監禁された。
シヴァージーは皇帝アウラングゼーブに、ジャイ・シングと取り決めた条約、ビジャープル王国への攻撃などの忠誠を示した行動を思い出させようとしたが、無駄であった。
だが、アウラングゼーブはシヴァージーに何の名誉も与えず、その逃亡を防ぐため、その住居のまわりに監視させ続けるだけであった。
そのため、シヴァージーは本国への逃亡を考え、7月から仮病を使い、城のバラモンや貴族、町の聖者に贈り物に大きな箱に入れた砂糖菓子に送り続けた。
シヴァージーの金が尽きたころには、城の兵たちがこのような状況に慣れており、8月18日にシヴァージーと息子サンバージーは、2つの大きな洗濯籠に隠れて城を脱出した。
シヴァージーとサンバージーは、ムガル帝国領のマトゥラー、グワーリオール、インドールなどを経由しつつ、9月12日あるいは11月20日にラーイガド城に帰還した（月日に関しては不明瞭な点が多い）。

### 領土の改革とムガル帝国との和解

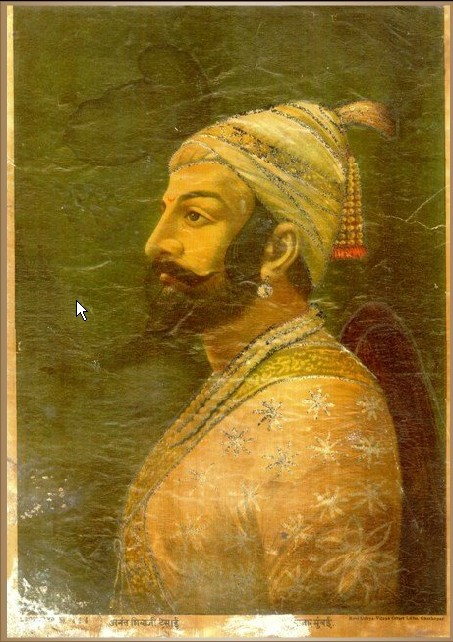
シヴァージー

シヴァージーは、アウラングゼーブとのアーグラでの出来事や、彼のヒンドゥー教徒など異教徒弾圧をみて、ムガル帝国との戦争を再び企てるようになったという。
とはいえ、シヴァージーがいない間、領土のコンカン地方は荒廃しきっていたため、まず自国の制度改革に乗り出した。
シヴァージーは、農民から税を現金ではなく農作物で徴収し、また過酷な取り立てが行われないよう、村々に監督官を配置し、人々を安心させた。
同年5月、シヴァージーはビジャープル王国と戦ったのちに、9月17日に講和に持ち込み、同年半ばまでムガル帝国の攻撃を受けてきたビジャープル側の領土は荒廃していたため、両者の間で講和が実現した。
また、かつてシヴァージーを苦しめ、降伏させた帝国最強の将軍ジャイ・シングも、1667年7月11日に死亡し、アウラングゼーブの次男ムアッザムがデカンの総督となっていた。
シヴァージーはひとまず、アウラングゼーブと和解することにし、10月9日にサンバージーをアウランガーバードへ向かわせた。
サンバージーはアウランガーバードについたとき、ムアッザムに歓迎され（彼は父の厳しい宗教弾圧に反対していた）、11月にサンバージーが帰還したのち、アウラングゼーブにシヴァージーと和解したことを知らせた。
アウラングゼーブはこれを認め、1668年3月にシヴァージーは「ラージャ」の称号を与えられ、その名誉を認められることとなった。
一方、同年末にシヴァージーは敵対する領主を倒したのち、敵対者が当時、ポルトガル植民地だったゴアに逃げ込んだため、周辺の領域まで進撃し、のちにポルトガルと和議を結んだことも知られている。

### ムガル帝国との戦争とマラーター王国の創建

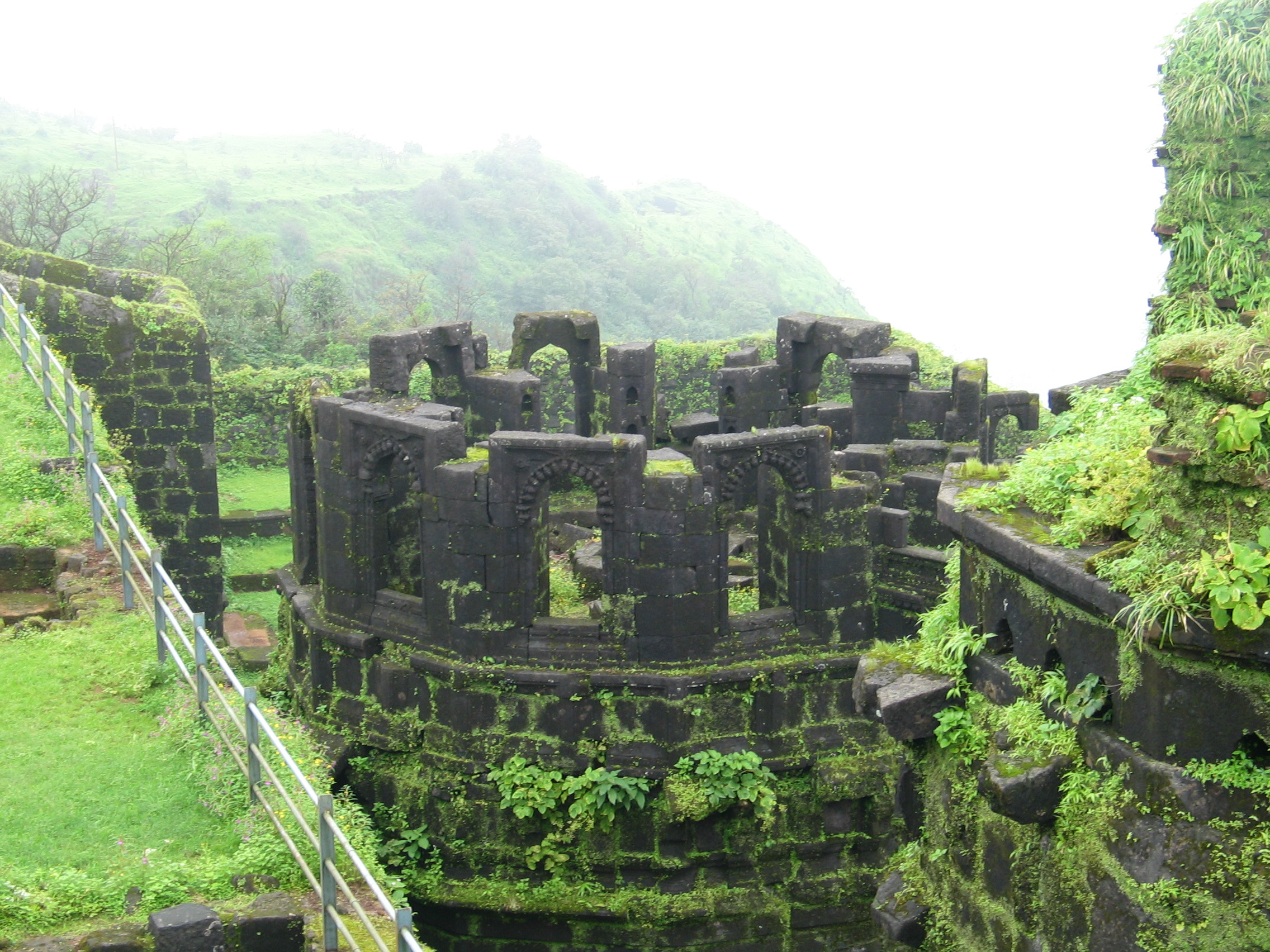
ラーイガド城

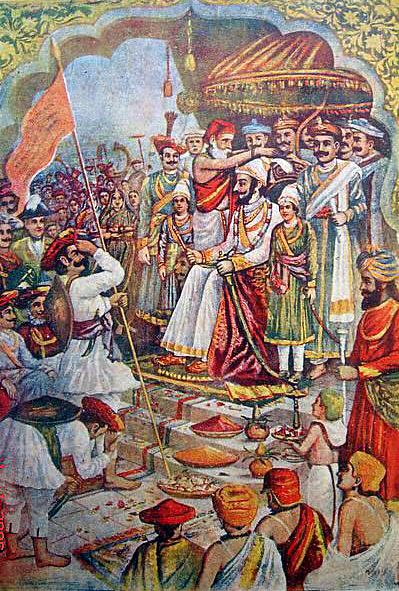
シヴァージーの戴冠式

ムガル帝国との関係は一時改善したものの、1669年4月にアウラングゼーブがヒンドゥー寺院の破壊命令を出し、聖地マトゥラーのケーシャヴァ・デーヴァ・ラーイ寺院を破壊するなどしたため、シヴァージーを激怒させていた。
1670年1月、シヴァージーは条約に反してムガル帝国の領土に襲撃をかけるようになり、10月3日にふたたびスーラトを襲撃した。シヴァージーは5日に引き上げたが、3日にわたるこの略奪によって、彼は650万ルピーもの戦利品を獲得した。
これにより、ムガル帝国との講和条約は解消し、アウラングゼーブは軍を派遣したものの、シヴァージーは数々の戦いに勝利した。
さらに、1674年6月6日、シヴァージーはラーイガド城において即位式を行い、大勢のバラモンを集め、マラーター王国の樹立を宣言した。デカンは14世紀初頭にデリー・スルターン朝の支配におかれたのち、バフマニー朝やムスリム5王国の支配におかれており、ヒンドゥー王朝が樹立されたのはじつに3世紀ぶりだった。
とはいえ、シヴァージーの統治する王国は、ヒンドゥー教徒の人々のみならず、ムスリムやその他異教徒も皆平等に共存する国家であり、当時のムガル帝国と違っていた。

### シヴァージーの不断の戦いと南インド遠征

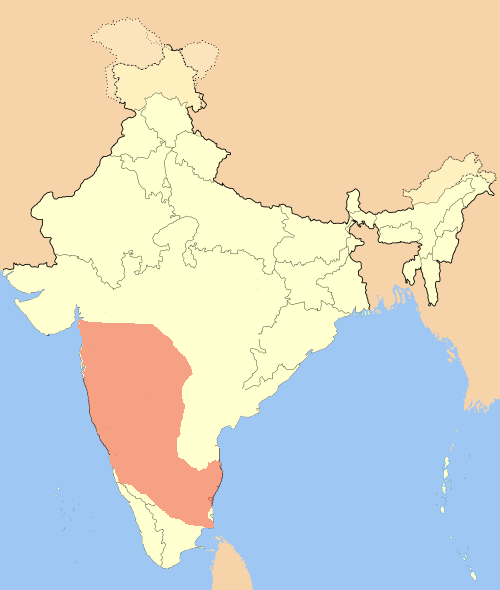
マラーター王国の勢力（1680年、シヴァージーの死時）

シヴァージーの即位時、マラーター王国の領土はデカン高原西部とアラビア海岸のコンカン地方だけであり、シヴァージーは領土拡大のために北のムガル帝国、南のビジャープル王国、東のゴールコンダ王国などムスリム王朝との戦いに明け暮れた。
シヴァージーはその後もマラーター勢力を率い、ムガル帝国の領土に襲撃をかけ、皇帝アウラングゼーブにとって彼は消えない悩みの種であった。
シヴァージーはビジャープル王国、ゴールコンダ王国とも戦い続けていたが、1677年の3月にゴールコンダ王国の領土に侵攻した際、その大臣マーダンナとアッカンナとの間で講和が結ばれた。その条約では、両国はムガル帝国に対しては、共同して戦うことが取り決められ、その援助も取り付けた。
シヴァージーはゴールコンダとの条約締結後、荒廃していたビジャープル王国の南インド領に侵攻し、5月にシェンジ、7月にヴェールールなどの主要都市を支配下に置いた。
同月にシヴァージーは、タンジャーヴールに独自の政権を持っていた弟ヴィヤンコージーと会い、南インドから莫大な戦利品を持って帰還した。

### 晩年と崩御

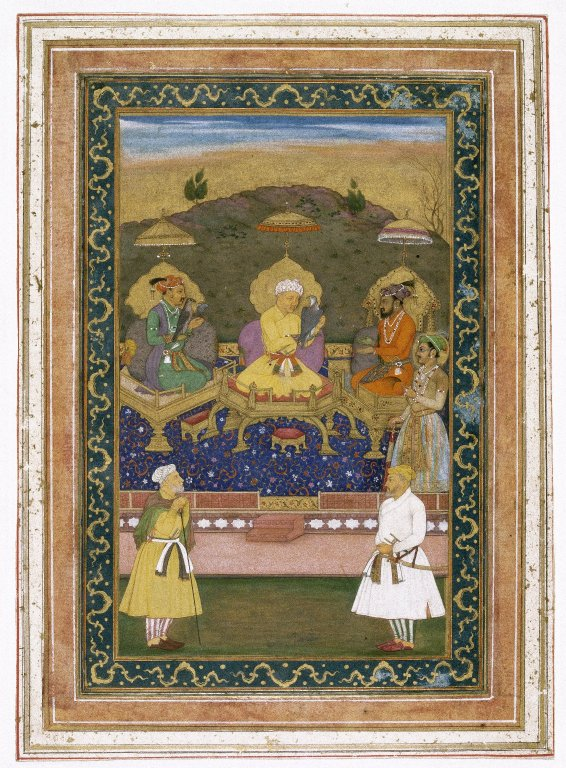
アクバル、ジャハーンギール、シャー・ジャハーンが王座に座っている。

シヴァージーとアウラングゼーブとの関係は険悪だったが、マラーターだけではなく、1679年1月以降はラージプートとの関係も悪化していた。
そうしたなか、4月2日にアウラングゼーブはジズヤの復活を宣言し、彼の異教徒抑圧政策はいよいよ、帝国全土の異教徒に対して行われることとなった。
シヴァージーはこの知らせを聞くと、この愚行を辞めさせるべく、すぐさまアウラングゼーブに宛てて抗議の手紙を書き綴った。シヴァージーは、今現在の帝国の繁栄は、ジズヤを課さなかったかつての皇帝ら、アクバル、ジャハーンギール、シャー・ジャハーンの業績であることを知っていた。そしてまた、アウラングゼーブ自身異教徒を抑圧しているにもかかわらず、すでに死んだジャイ・シングをはじめとする異教徒に支えられていたのだ、と気づかせようとした。
シヴァージーの助言もむなしく、アウラングゼーブはジズヤを撤回することはなく、マールワール王国やメーワール王国といったラージプート諸王国との、本格的戦闘に入っていった。
一方、同年9月にビジャープル王国の首都ビジャープルがムガル帝国に包囲されたため、10月にシヴァージーは援軍として10,000の軍を率いて駆けつけ、11月4日に攻撃を仕掛けてこれを撃退した。
シヴァージーはビジャープル王シカンダル・アーディル・シャーに面会しようとしたが、面会することはなく、ラーイガド城へと引き上げた。
翌1680年3月20日頃、シヴァージーは赤痢にかかってしまい、懸命な治療もむなしく、病状はどんどん悪化していった。シヴァージーは死を察知すると、4月3日にラーイガド城に家族や大臣らを集め、彼らに看取られながら崩御した。

## シヴァージーの崩御後

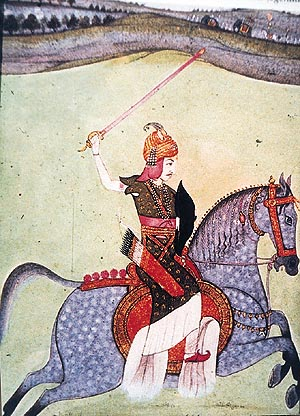
バージー・ラーオ1世

シヴァージーは後継者を決定しないまま崩御したため、その場にいたラージャーラームが王位につくと思われた。
シヴァージーの崩御は、マラーター王国のみならず、デカンを勢力圏に持つ諸国にも大きな衝撃を与えた。
いずれにせよ、ムガル帝国の優勢に傾いたことは間違いなく、アウラングゼーブはシヴァージーの崩御に歓喜し、1681年6月にラージプートとの争いを切りやめ、デカンへの出兵準備をはじめた。
同年9月にアウラングゼーブはデカン地方に大軍を率いて南下し、シヴァージーのあとを継いだサンバージーと争い、1686年にビジャープル王国、1687年にゴールコンダ王国を滅ぼし、1689年にはサンバージーも殺害された（デカン戦争）。
サンバージーの崩御後、その弟ラージャーラームが南インドに逃げつつも、マラーター王国の復興に尽力し、18世紀初頭になるとムガル帝国に逆襲するようになった。
結局、アウラングゼーブはシヴァージーの崩御後もマラーターに悩まされ続け、晩年には自身の統治を後悔しながら、1707年3月に崩御し、帝国はこれにより衰運をたどることとなった。
1708年1月にマラーター王国を中心にマラーター同盟が結成され、王はバラモンの宰相に実権を奪われることとなったが、1720年に宰相となったバージー・ラーオ1世はまさにシヴァージーの再来ともいえる人物だった。
バージー・ラーオ1世は領土拡大のため、長期にわたる遠征を行い、軍はデカンを越えて北インド一帯を支配下に入れ、1737年3月にムガル帝国の首都デリーを包囲、攻撃さえするほどだった。

## 人物・評価
シヴァージーはコンカン地方の小領主の出から、イスラーム勢力との数々の戦いを経てそれらの支配を脱却し、デカンにヒンドゥー王国を築いた。シヴァージーは臨機応変に対応する才能を持った人物であり、あらゆる面での才能、とりわけ軍事的才能に長けた人物だった。
また、シヴァージーは敬虔なヒンドゥー教徒であり、バラモンや聖牛を保護し、イスラーム勢力に抵抗したかつての王、メーワール王国のプラタープ・シングやヴィジャヤナガル王国のヴェンカタ2世などを尊敬していた。
そのため、シヴァージーの名は、政党シヴ・セーナー（「シヴァージーの軍隊」の意味）といったヒンドゥー至上主義者（反イスラーム主義者）に政治的に利用されることもある。
だが、シヴァージー自身は信仰の自由を認めた寛大な人物でもあり、彼の将軍の一人ハイダル・アリー・コーハリーはムスリムで、スーフィーにも敬意を持っていた。
シヴァージーはデカンと北インドのイスラーム勢力の支配に抵抗し、「国家と宗教」を解放しようとした人物として、マラーター王国の勢力圏であったマハーラーシュトラ州だけでなく、インドでもナショナリズムの代表とされている。
また、マハーラーシュトラ州ムンバイの国際空港はチャトラパティ・シヴァージー国際空港、中央駅はチャトラパティ・シヴァージー・ターミナス駅（世界遺産）と改名されている。
2016年12月24日、ムンバイ沖の島で、高さ192メートルのシヴァージーの巨大像建立が始まった。完成すれば高さ192mの世界で最も高い像となる。起工式にはモディ首相が出席し、「戦いの中でも、シバージーは善き統治者であり続けた」と讃えている。